# Wynton Kelly
Pour les articles homonymes, voir Kelly.
Wynton Kelly (Jamaïque, 2 décembre 1931 - Toronto, Canada, 12 avril 1971) est un pianiste de jazz et compositeur américain.

## Biographie
Après une enfance à Brooklyn, il débute professionnellement en 1943. Il travaille avec les orchestres de rhythm and blues de Eddie "Lockjaw" Davis et Hal Singer. Il accompagne ensuite la chanteuse Dinah Washington de 1951 à 1954. Dès 1951, il grave quelques titres pour Blue Note. Il accompagne aussi Lester Young et l'année suivante Dizzy Gillespie.
Après son service militaire de 1952 à 1954, il devient un des accompagnateurs les plus recherchés de la scène jazz. Il accompagne les plus grands solistes hard bop tels Sonny Rollins, Cannonball Adderley et Johnny Griffin.
En 1959, il est recruté par Miles Davis. Il y restera jusqu'en 1963, poursuivant après son départ sa collaboration avec le bassiste Paul Chambers et le batteur Jimmy Cobb. Ils formèrent ensemble une des meilleures sections rythmiques de l'histoire du jazz.
De 1958 à 1963, il enregistre de nombreux disques sous son nom et participe à de non moins nombreuses séances en tant que sideman, entre autres avec Wes Montgomery ...
Il meurt d'une crise d'épilepsie le 12 avril 1971 à l'âge de 39 ans.

## Style
Pianiste d'une grande subtilité, son jeu est profondément ancré dans les racines du blues. Cannonball Adderley a dit de lui : "C'est un merveilleux soliste, capable de jouer aussi bien les choses subtiles que de swinguer. Wynton est aussi le meilleur accompagnateur du monde."
Il fut un pianiste influent sur le style des rythmiques hard bop.

## Discographie

### En tant que leader
- 1951 :  Piano Interpretations (Blue Note)
- 1958 :  Piano (Riverside)
- 1959 :  Kelly Blue (Riverside)
- 1959 :  Kelly Great (Vee-Jay)
- 1960 :  Kelly at Midnight (Vee-Jay)
- 1961 :  Wynton Kelly! (Vee-Jay)
- 1961 :  Someday My Prince Will Come (Vee-Jay)
- 1963 :  Comin' in the Back Door (Verve)
- 1964 :  It's All Right! (Verve)
- 1965 :  Undiluted (Verve)
- 1965 :  Smokin' at the Half Note (Verve)
- 1965 :  Blues on Purpose (Xanadu Records)
- 1967 :  Full View (Milestone Records)
- 1968 :  Last Trio Session (Delmark)

### En tant quesideman
Avec Julian Cannonball Adderley
- Things Are Getting Better (1958)
- Cannonball Adderley Quintet in Chicago (1959)
- Cannonball Takes Charge (1959)
- African Waltz (1961)
- The Cannonball Adderley Quintet Plus (1961)

Avec Nat Adderley
- Much Brass (1959)
- That's Right! (1960)
- Naturally! (1961)

Avec Lorez Alexandria
- Alexandria the Great (1964)
- More of the Great (1964)

Avec Gene Ammons
- Night Lights (1970)

Avec Walter Benton
- Out of This World (1960)

Avec Bob Brookmeyer
- Jazz is a Kick (1960)

Avec Joy Bryan
- Make the Man Love Me (1961)

Avec Donald Byrd
- Off to the Races (1958)

Avec Betty Carter
- Out There (1958)

Avec Paul Chambers
- Go... (1959)
- 1st Bassman (1960)

Avec James Clay
- The Sound of the Wide Open Spaces!!! (1960)

Avec Jimmy Cleveland
- Cleveland Style (1957)

Avec John Coltrane
- Giant Steps (1959)
- Coltrane Jazz (1961)

Avec King Curtis
- The New Scene of King Curtis (1960)
- Soul Meeting (1960)

Avec Miles Davis
- Kind of Blue (1959)
- At Carnegie Hall (1961)
- Someday My Prince Will Come (1961)
- In Person, Vol. 1 – Friday Night at the Blackhawk (1961)
- In Person, Vol. 2 – Saturday Night at the Blackhawk (1961)
- Live Miles: More Music from the Legendary Carnegie Hall Concert (1961)

Avec Dizzy Gillespie
- Dizzy and Strings (1954)
- Dizzy Atmosphere (1957)
- Birks' Works (1957)
- Dizzy in Greece (1957)
- Dizzy Gillespie at Newport (1957)

Avec Benny Golson
- Benny Golson's New York Scene (1957)
- The Modern Touch (1957)
- Turning Point (1962)

Avec Paul Gonsalves
- Gettin' Together! (1960)

Avec Dexter Gordon
- The Jumpin' Blues (1970)

Avec Grant Green
- First Session (1960)

Avec Johnny Griffin
- Introducing Johnny Griffin (1956)
- A Blowin' Session (1957)

Avec Eddie Harris
- Cool Sax, Warm Heart (1964)

Avec Jimmy Heath
- On the Trail (1964)

Avec Bill Henderson
- Bill Henderson Sings (1959)

Avec Joe Henderson
- Four (1968)
- Straight, No Chaser (1968)

Avec Ernie Henry
- Seven Standards and a Blues (1957)
- Last Chorus (1957)

Avec Billie Holiday
- Lady Sings the Blues (1956)

Avec Helen Humes
- Swingin' with Humes (1961)

Avec Illinois Jacquet
- The Blues That's Me (1969)

Avec Eddie Jefferson
- Letter From Home (1962)

Avec J. J. Johnson
- The Eminent Jay Jay Johnson Volume 2 (1954)

Avec Elvin Jones & Philly Joe Jones
- Together! (1961)

Avec Sam Jones
- The Chant (1961)

Avec Roland Kirk
- Domino (1962)

Avec Steve Lacy
- Soprano Sax (1957)

Avec Abbey Lincoln
- That's Him (1957)
- It's Magic (1958)

Avec Booker Little
- Booker Little (1960)

Avec Chuck Mangione
- Recuerdo (1962)

Avec Blue Mitchell
- Big 6 (1958)
- Blue Soul (1959)
- Blue's Moods (1960)
- A Sure Thing (1962)

Avec Hank Mobley
- Peckin' Time (1958)
- Soul Station (1960)
- Roll Call (1961)
- Workout (1961)
- Another Workout (1961)

Avec Wes Montgomery
- Bags Meets Wes! (1961)
- Full House (1962)
- Smokin' at the Half Note (1965)

Avec Lee Morgan
- Here's Lee Morgan (1960)

Avec Mark Murphy
- Rah (1961)

Avec David Newman
- Staight Ahead (1960)

Avec Art Pepper
- Gettin' Together (1960)

Avec Sonny Red
- Out of the Blue (1959)

Avec Dizzy Reece
- Star Bright (1959)

Avec Wayne Shorter
- Introducing Wayne Shorter (1959)

Avec Sonny Rollins
- Sonny Rollins, Vol. 1 (1956)
- Newk's Time (1957)

Avec Don Sleet
- All Members (1961)

Avec Frank Strozier
- Fantastic Frank Strozier (1959)

Avec Art Taylor
- A.T.'s Delight (1960)

Avec Teri Thornton
- Devil May Care (1960)

Avec Phil Upchurch
- Feeling Blue (1967)

Avec Dinah Washington
- Back to the Blues (1962)

## Sources
- Dictionnaire du Jazz, Robert Laffont, 1994
- allmusic.com/wynton kelly